# De Glind
De Glind est un village appartenant à la commune néerlandaise de Barneveld. Le 1er janvier 2006, le village comptait 630 habitants.